# Virtual-san wa Miteiru
Virtual-san wa Miteiru (яп. バーチャルさんはみている Ба:тяру-сан ва Митэиру) также известный под названием Virtual-san Looking — аниме-сериал
режиссёра Дайго Абэ, созданный студией Lide и транслировавшийся на телеканале Tokyo MX в период с 9 января по 27 марта 2019 года. Сюжет картины задействует более тридцати виртуальных ютуберов, шесть из которых (группа Virtual Real) были созданы специально к выходу телесериала. Выпуск сериала на Blu-ray Disc-носителе запланирован на 24 мая 2019 года и будет включать две дополнительные серии, не показанные на телевидении.
Музыкальное сопровождение аниме было написано композитором Ясутакой Накатой, отдельные тематические песни были исполнены группой Virtual Real и Kizuna AI. В создании проекта на стадии разработки концепции участвовал режиссёр Хидэаки Анно, причём школьная форма персонажей Virtual-san wa Miteiru была заимствована из известной работы Анно — «Евангелион».

## Сюжет
Сюжет каждой серии картины представляет собой ряд независимых скетчей с участием различных виртуальных ютуберов, помещённых вместе в условия вымышленного Виртуального Города. Персонажи сериала попадают в различные комические ситуации от извержения вулкана за пределами их классной комнаты и попытки завоевания галактики до ответов на присланные фанатами вопросы. Формат телесериала отличается от контента, поставляемого ютуберами в виде прямых эфиров и видеозаписей, размещаемых на хостинге. Среди задействованных ютуберов представлены Мирай Акари, Сиро Ирука, Цукино Мито, Танака Химэ, Судзука Хина, а также энка-исполнительница Сатико Кобаяси.

## Критика
Аниме-сериал получил крайне неодобрительные отзывы от обозревателей Anime News Network, двое из которых не смогли поставить сериалу оценку, а один выставил единицу по пятибальной шкале. На взгляд Терона Мартина, Virtual-san wa Miteiru стала худшей работой зимнего телесезона 2019 года. Критик отметил, что данный сериал предназначен только для поклонников конкретных виртуальных ютуберов и сторонние от этого явления зрители останутся в недоумении от просмотра. Некоторые из скетчей показались Мартину смешными «в тупом смысле» и содержавшими отсылки к различным аниме-франшизам. Отдельное внимание рецензент обратил на использование трёхмерной компьютерной графики, которая отличалась достаточно низким качеством и использовала при производстве технологию захвата движения. Резюмируя, Мартин отметил, что удивлён тому факту, что данный сериал был выпущен не в более коротком формате.
Прочие рецензенты отмечали идентичные проблемы с пониманием происходящего на экране. Пол Йенсен в своём обзоре сериала заключил, что зрителям «лучше просто смотреть канал своего любимого персонажа, чем пытаться осилить эту катастрофу», а Джеймс Беккетт отметил, что «с трудом может представить себе сериал, который он хотел бы посмотреть меньше чем этот». Все критики признали неудачным использование в аниме концепции виртуальных ютуберов, вместо которых предпочли бы «профессионально написанных персонажей» или настоящих людей.